# 埃斯特万·德帕尔马
埃斯特万·德帕尔马（西班牙語：Esteban de Palma，1967年1月18日—），阿根廷男子排球运动员。他曾代表阿根廷参加1984年和1988年夏季奥林匹克运动会排球比赛，其中1988年奥运会获得一枚铜牌。